# Merle Juschka
Merle Juschka (* 19. März 1999) ist eine deutsche Schauspielerin.

## Leben
Durch ihre ältere Schwester, der Regisseurin Rahel Fiona Juschka, hatte Merle Juschka bereits Erfahrungen vor der Kamera und auf der Bühne machen können, als sie für den weiblichen Hauptpart in der Jugend-Krimiserie Binny und der Geist gecastet wurde. Für diese Rolle erhielt sie gemeinsam mit Johannes Hallervorden 2015 den Kinder-Medien-Preis Der weiße Elefant in der Kategorie Beste Nachwuchsdarsteller. Im selben Jahr sang sie das Lied We Must Go On, den Titelsong einer Kampagne von Jugendlichen gegen Blutkrebs.

## Filmografie
- 2011: Es ist nicht vorbei
- 2013: Ricky – normal war gestern
- 2013: Einmal Leben bitte
- 2013–2016: Binny und der Geist
- 2016: In aller Freundschaft – Befreiungsschlag
- 2018: Der Lehrer – Erst Fluchtweg überlegen, dann abhauen!